# کارن اوهانیان
کارن گنادی اوهانیان (ارمنی: Կարեն Գենադիի Օհանյան; روسی: Карен Геннадьевич Оганян؛ زادهٔ ۲۵ ژوئن ۱۹۸۲) بازیکن فوتبال در پست مهاجم ارمنی‌تبار اهل روسیه است.

## باشگاهی
از باشگاه‌هایی که در آن بازی کرده‌است می‌توان به باشگاه فوتبال تورپدو مسکو و باشگاه فوتبال متالیست خارکوف اشاره کرد.